# یواس‌اس واچاست (آی‌دی-۱۸۴۰)
یواس‌اس واچاست (آی‌دی-۱۸۴۰) (به انگلیسی: USS Wachusett (ID-1840)) یک کشتی است که طول آن ۳۸۷ فوت ۰ اینچ (۱۱۷٫۹۶ متر) می‌باشد. این کشتی در سال ۱۸۹۶ ساخته شد.